# Mallapura, Tirthahalli
Mallapura là một làng thuộc tehsil Tirthahalli, huyện Shimoga, bang Karnataka, Ấn Độ.